# VC Sint-Bavo Vinderhoute
VC Sint-Bavo Vinderhoute was een voetbalclub uit de Belgische plaats Vinderhoute (provincie Oost-Vlaanderen). De club sloot zich in mei 1949 aan bij de KBVB met stamnummer 5165.
In januari 1954 nam de club ontslag uit de KBVB.

## Geschiedenis
VC Sint-Bavo Vinderhoute verwees met zijn naam naar de Sint-Bavokerk in Vinderhoute.
De club nam slechts één seizoen deel aan de provinciale kampioenschappen en werd daarin achtste in 1949-1950 in Derde Provinciale B in Oost-Vlaanderen.
Nadien werd niet meer aan de competitie deelgenomen.
In januari 1954 nam de club ontslag uit de KBVB.
Het stamnummer van de club werd in 1996 door de KBVB aan de corporatieve club FC New Logistics uit Ichtegem gegeven. Er is geen historisch verband tussen beide clubs. De KBVB geeft sinds begin jaren negentig oude stamnummers van verdwenen clubs aan nieuwe corporatieve voetbalclubs.